# Taeniopoda tamaulipensis
Taeniopoda tamaulipensis är en insektsart som beskrevs av Rehn, J.A.G. 1904. Taeniopoda tamaulipensis ingår i släktet Taeniopoda och familjen Romaleidae. Inga underarter finns listade i Catalogue of Life.